# 2642 Везалій
2642 Везалій (2642 Vésale) — астероїд головного поясу, відкритий 14 вересня 1961 року.
Тіссеранів параметр щодо Юпітера — 3,445.
Названо на честь Андреаса Везалія (Andreas Vesalius) (справжнє прізвище Віттінгс; 1514—1564) — творця сучасної анатомії як науки.